# 주통 (수호전)

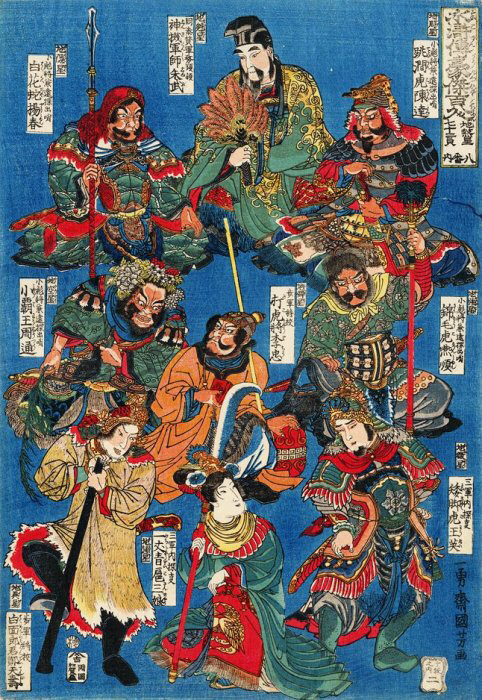

주통(周通)은 중국의 사대기서(四大奇書) 중 하나인 《수호전》(水滸傳)에 등장하는 인물로, 108성 중 87위이자 지살성(地煞星)의 지공성(地空星)에 해당한다. 별호는 소패왕(小覇王)으로 초한전쟁의 패왕 항우에서 따왔다. 청주 도화산의 산적으로 창을 사용하는데 양산박에서 그리 강한 편도 아닌 이충에게 일대일 대결에서 패할 정도로 뛰어난 솜씨가 있는 것은 아니며 양산박 마군 소표장 중에서는 최하의 순위이다.

## 생애
도화산에서 수백 졸개를 데리고 있던 산적의 우두머리였으나 도화산을 지나가던 이충을 덮쳤으나 반격을 당하고 이충에게 두령 자리를 내주었다. 산기슭에 있는 도화장 유씨의 딸에게 눈독을 들이고 억지로 결혼을 재촉하지만 그 말을 듣고 도와주러 나선 노지심에게 혼쭐이 난다. 노지심과 이충이 지인이라는 이유로 유씨의 딸을 포기했다.
양산박 토벌에 출진했다가 패배하고 청주로 가던 호연작의 명마를 훔쳐서 관군의 도화산 토벌의 계기를 만들고 만다. 이 싸움을 거쳐 양산박에 들어가는데 양산박에서 마군 소표장 겸 척후 두령으로 임명된다. 각지의 싸움에 참가하지만 특별한 공적은 없었다. 방랍 토벌 중반에 구붕, 등비, 이충과 함께 척후에 나섰다가 적장 여천윤의 습격을 받아 단칼에 베어 죽었다. 때를 같이해 전사한 장순 등과 함께 송강의 꿈에 나타나 작별을 고했다.